# Monkey Punch
Kazuhiko Katō (加藤一彦 Katō Kazuhiko?), cuyo nombre artístico es Monkey Punch (モンキー・パンチ Monkī Panchi?), (Hamanakachō, Hokkaidō, Japón, 26 de mayo de 1937-Sakura, 11 de abril de 2019) fue un Mangaka japonés reconocido dentro y fuera de Japón por crear la serie Seinen Lupin III.

## Biografía
Katō empezó a trabajar como mangaka bajo el nombre de Kazuhiko Katō (加東一彦 Katō Kazuhiko), el cual se pronuncia igual que su verdadero nombre pero se escribe diferente. Trabajó para un editorial que se especializaba en publicar libros y revistas. En 1965, debutó profesionalmente con el manga Playboy School, el cual lo escribió bajo el nombre de Eiji Gamuta (がむた永二 Gamuta Eiji). Después de un tiempo, cambió su nombre a Monkey Punch, su seudónimo el cual se mantuvo hasta su fallecimiento. 
Su serie más exitosa fue Lupin III. El manga apareció por primera vez en 1967 en la primera edición de la revista Weekly Manga Action. Fue muy popular en Japón, en Europa y Estados Unidos, hasta el punto que se hicieron varias adaptaciones al anime y también se estrenaron varias películas, donde participaron varios directores de animación de renombre como Hayao Miyazaki.
Monkey Punch recibió influencias en su trabajo por parte los artistas Mort Drucker y Sergio Aragonés, quienes trabajan para la Revista Mad.

## Lista de trabajos
Trabajos realizados por Monkey Punch: 
- 1962
  - Number 5 + α
  - GUN hustler
  - Rebellious child
  - List the criminal
  - Open homicide
  - Clandestine work
  - The man who does not have the shadow
  - The person whom it utilizes
  - Vengeance (Kazuhiko Kato)
  - Ghost story guy (Kazuhiko Kato)
- 1965
  - Playboy school (Eiji Gamuta)
  - Needless axle of wilderness
  - The pink guard... necessary blues of shooting
  - Out soda pop  (Monkey Punch)
- 1967
  - The Ginza whirlwind child
  - Lupin III (ルパン三世)
- 1968
  - Western samurai
- 1969
  - Pandora
- 1970
  - Spy nobility
  - Document mania
  - Lupin III Transmission outside (ルパン三世外伝)
  - TAC TICS
- 1971
  - Multiple
  - Mysterious human jaguar man
  - Lupin III new adventure (ルパン三世・新冒険)
- 1972
  - The Siamese Cat (シャム猫)
  - Mahaa man
  - Monsieur Koga
  - KEY
- 1973
  - Sufficiently Motivated
  - Decoy house Slug
  - Venus of diamond
- 1974
  - I am Casanova Ha
  - Color girl
  - Isshuku Ippan (一宿一飯)
  - Lupin the Kid (ルパン小僧)
- 1976
  - Little Dracula
  - UP-UP balloon
- 1977
  - New Lupin III (新ルパン三世)
  - The Reverse Aesop's Fables (逆イソップ物語)
  - Transparent gentleman
- 1978
  - Time agent
  - Kaiketsu Zero
- 1980
  - Cinderella Boy (シンデレラボーイ)
  - Boy
- 1981
  - Hauler Holmes (ホームズ)
- 1982
  - Space venture party Mechavenjure
  - Another work from Cinderella Boy & description above (シンデレラボーイ)
- 1983
  - Roller boy
  - Lucky monkey
- 1984
  - SEXY Lupin III (SEXYルパン・3)
  - The English conversation maneuvers of Lupin III (ルパン三世の英会話作戦)
- 1986
  - Pinky Punky (ピンキィ パンキィ)
  - Dirty Joke(ダアティ ジョオク)
  - Robot Baseball Team Scrappers (ろぼっと球団ガラクターズ/おまかせスクラッパーズ)
- 1991
  - Kinkyuu Hasshin Saver Kids
- 1997
  - Thousand night one night story
  - Mankatsu (漫活)
  - MUSASHI -Way of the GUN- (MUSASHI -GUN道-)